# Phrynomantis affinis
Phrynomantis affinis är en groddjursart som beskrevs av George Albert Boulenger 1901. Phrynomantis affinis ingår i släktet Phrynomantis och familjen Microhylidae. IUCN kategoriserar arten globalt som livskraftig. Inga underarter finns listade i Catalogue of Life.